# ایکس‌ایکس‌ال (مجله)
ایکس‌ایکس‌ال (به انگلیسی: XXL) یک مجله آمریکایی با موضوع موسیقی هیپ هاپ است.